# 高校生制服対抗ダンス甲子園
高校生制服対抗ダンス甲子園（こうこうせいせいふくたいこうダンスこうしえん）は、日本テレビ系バラエティ番組「天才・たけしの元気が出るテレビ!!」の企画として行われた高校生中心のダンスコンテストである。1990年から翌年にかけて計3回開催。全国的な大ブームを巻き起こし、多くのダンサーや芸能人を輩出した。略称のダンス甲子園は、1991年度新語・流行語大賞大衆部門銅賞を受賞した。

## エピソード
応募資格には「高校生であること」と明記されていたが、ダンス人口不足から参加者が足りず、番組によるスカウトを受けて高校生と偽って参加した者が数多く存在した。
当初は学校制服あるいはまわしや水着など部活動に関連する衣服の着用が必須であったが、しだいにうやむやになった。

## 主な出場チーム
- LL BROTHERS - 第1回・第2回優勝。同企画の象徴的存在[5]だが、第1回出場時には兄はすでに社会人であった。
- CLUB GANJA - 第1回準優勝。ヴォーギングをいち早く取り入れた男性チーム[4]。
- WEST FAST - 第1回3位。派手なメイクや「そうなっちゃう」の口癖で人気を集めた服部純二がリーダー。メンバーチェンジ後はMAKE UP TRIPSと改名。服部の父の個性的な顔立ちにも注目が集まった[4]。
- れいかんやまかんとんちんかん -  第2回準優勝。田中傑幸（リーダー）、永田雅規、竹原世連、小笠原秀春で結成。竹原は怪我で第2回決勝を欠場。チーム名の由来は『霊感ヤマカン第六感』と『ついでにとんちんかん』。田中は企画開始直前にZOOを生み出したダンス番組『DADA L.M.D.』第5回チャンプ大会で入賞。ダンス甲子園にはZOO jr入りの誘いを蹴って出場した[6]。
- IMPERIAL - 第2回3位、第3回優勝。初参加時は福岡のダンスカンパニーIMPERIAL JB'sの選抜メンバーで構成。のちに広島のブレイクダンスチームA.S.T BreakersのMARIOとKIDの2名を加入させた[7]。
- SCRAP&TRASH - 第3回準優勝。牧野博文（現デザイナー兼アパレル経営者）をリーダーとする9人による男子ロックダンスチーム。
- D or D - 第3回3位。元IMPERIAL JB'sでプロダンサーの佐久間浩之が大会制覇のためにスカウトした11名の紅一点ヒップホップチーム。決勝では女性メンバーが変更された。中心メンバーは、川野陽之介、SHIMURA、Mankey[8]、曽山哲人（著述家、サイバーエージェントダンス部創始者[9]）。Die or Danceの略[9]。
- アジャコング＆戸塚ヨットスクールズ - 水泳帽と競泳用水着がコスチュームのメロリンキューこと山本太郎がコミカルなタレント性で旋風を巻き起こし、同企画もうひとつの象徴となった。チーム名の由来はアジャコングと戸塚ヨットスクール。
- FIRST IMPRESSION - アナーキーな言動で人気を集めたリーダーのイマキタ加藤こと加藤由美子は、のちに出場者でありながら同企画のリポーターやサブ司会を務めるようになった。
- フライングモンキー＆飼育係 - 吉本新喜劇の定番ギャグ（島木譲二の「パチパチパンチ」や岡八郎の「くっさー」など）を取り入れたコミカルなダンスが持ち味。コケコッコー鹿島とあだ名された2代目リーダー鹿島優のド派手なモヒカン刈りが話題となった。鹿島は2010年に急逝[10]。
- どすこい同好会 - 相撲のまわし一丁で踊る2人組。相撲部の設定だが普段は大相撲力士のように浴衣を着用する。第1期メンバーのまわしが外れるのがお約束であった[4]。リーダーの本多良平（2011年没[11]）は劇団所属でのちにドラマ『青春の影』に出演。
- MIAMI FACE - 第2回予選落ちのCAPTAIN SUCKの再編チーム[12]。「ピテクス」「ゴースト」と名付けられたオリジナルの高速ダンスが見せ場。（どちらもメンバーが考案したものだが、当時のダンス業界はスタイル重視でオリジナルが軽視される風潮があり、箔付けのために「マイアミ発祥の最新ダンス」と設定された。チーム名の由来でもある[13]）
- SUNDARA'S（すんだらず） - ビールマンスピンポーズが見せ場の女子3人組[4]。
- JUNX（ジャンクス） - ヴォーギングを取り入れた女子3人組。内2名はハーフ（インド系とフィリピン系）
- T-BOYS - 広沢俊、古川卓、有川貞臣（中国語版）らのアクロバティックな演技が特徴。広沢は1994年からジャビットのスーツアクターとして活躍し、プロ野球球団マスコットのアクロバットパフォーマンスの先駆けとなった他、NO MORE 映画泥棒ダンスバージョンなどに出演した[14]。古川と有川は2000年にダンススタジオを共同で設立[15]。その後は有川を代表に置いて多角経営に成功し、アジアにも進出した。有川はそれ以前の1990年代中頃にダンスボーカルグループTOKYO D.（中国語版）の一員として台湾で大人気となり、2010年には阿里の芸名でソロデビューも果たした[16]。
- SLAM-G - 宮地大輔（Daisuke "DAIS" Miyachi）と大橋武治（TAKE-G）の2名で結成。のちに助っ人としてダンス業界で名の知れていたKOJIとCHINOが素性を隠して参加[17]。宮地はレコード会社勤務を経たのち音楽プロデューサー兼作詞作曲家として活躍。2010年からは自身が代表を務めるフォーミュラミュージックに移籍した田原俊彦を精力的にプロデュースした[18]。大橋はダンサー引退後、歯科医に転業した。KOJIはZOOの初期メンバーを経て、J Soul Brothersの前身Japanese Soul Brothersに参加した[19]。CHINOは2016年にMAXのNanaと結婚。
- お笑いマンガ道場's - 笑点、11PM、ルパン三世第1シリーズなどダンス曲ではない人気番組のテーマ曲を使用した男子2人組。
- Jack of All Trade - 女性DJと男性ダンサーによる4人組ユニット。メンバーのTa-Bo-（ターボー）は、1996年にロックダンスチームCO-IN LOCKERSのメンバーとして第3回JAPAN DANCE DELIGHTを制覇。また、Wild Cherryこと龍田浩二が結成したポッピングダンスチームO.G.Sにも参加。その他、個人でも数々のダンスコンテストで好成績を残した[20]。

## 関連楽曲
- ヘヴィ・D & The Boyz『Now That We Found Love（英語版）』 - オージェイズの楽曲をカヴァーした曲。
- C+C Music Factory（英語版）『Gonna Make You Sweat (Everybody Dance Now)（英語版）』
- ワイルド・チェリー『Play That Funky Music（英語版）』

## 関連人物
- テリー伊藤 - プロデューサー、発案者
- 高須信行 - ディレクター、演出
- M.C.ハマー - 1991年3月の来日公演時に出場者たちの訪問を受けた。
- みずと良 - 俳優。ダンサー時代に出場歴がある。

## 使用会場
- 東武第4有明ビル（旧MZA有明）
- よみうりランドオープンシアター East
- 片瀬西浜海水浴場「江ノ島元気が出るハウス」前特設会場
- 近藤産興敷地内倉庫 - 名古屋予選

## 映像作品
- VHS「ダンス甲子園」全4巻（EAST SIDE、WEST SIDE、 FUNKY SIDE、BREAK SIDE） 1991年 VAP